# Cup of Glory
Der Cup of Glory ist die inoffizielle Deutsche Meisterschaft für 2. Herren- und 2. Damenmannschaften im Hallenhockey. Das Turnier bildet jährlich den Abschluss und Höhepunkt der Hockeyhallensaison und ist ein wichtiger Bestandteil des Hockeyveranstaltungskalenders der "Bundesligareserven".

## Geschichte
Seit 2005 wird jährlich der inoffizielle Deutsche Meister der 2. Mannschaften (Herren und Damen) im Hallenhockey ausgespielt. Zunächst wurde der Wettbewerb unter dem Namen "Inoffizielle Deutsche Meisterschaft der 2. Mannschaften" ausgetragen, jedoch im Zuge der Abgrenzung zu anderen Veranstaltungen in "Cup of Glory" umbenannt.

## Siegerliste
| Jahr | Ort               | Herren                | Damen                  |
| ---- | ----------------- | --------------------- | ---------------------- |
| 2024 | Duisburg          | Berliner HC           | Düsseldorfer HC        |
| 2023 | Duisburg          | Crefelder HTC         | Düsseldorfer HC        |
| 2022 | nicht ausgespielt |                       |                        |
| 2021 | nicht ausgespielt |                       |                        |
| 2020 | nicht ausgespielt |                       |                        |
| 2019 | Köln              | Rot-Weiss-Köln        | Harvestehuder THC      |
| 2018 | Harvestehuder THC | Harvestehuder THC     | Uhlenhorster HC        |
| 2017 | Hamburg           | Harvestehuder THC     | RTHC Bayer Leverkusen  |
| 2016 | Köln              | Rot-Weiss-Köln        | RTHC Bayer Leverkusen  |
| 2015 | Hamburg           | Crefelder HTC         | Münchner SC            |
| 2014 | Köln              | Rot-Weiss Köln        | Berliner HC            |
| 2013 | Hamburg           | Crefelder HTC         | Uhlenhorster HC        |
| 2012 | Berlin            | Club an der Alster    | Club an der Alster     |
| 2011 | Köln              | Berliner HC           | Uhlenhorst Mülheim     |
| 2010 | Köln              | Rot-Weiss Köln        | Rot-Weiss Köln         |
| 2009 | Heidelberg        | RTHC Bayer Leverkusen | Eintracht Braunschweig |
| 2008 | Hamburg           |                       |                        |
| 2007 | Köln              |                       |                        |
| 2006 | Hamburg           | Rot-Weiss Köln        | Berliner HC            |
| 2005 | Hamburg           | Münchner SC           | Großflottbeker THGC    |